# ムオンクオン県

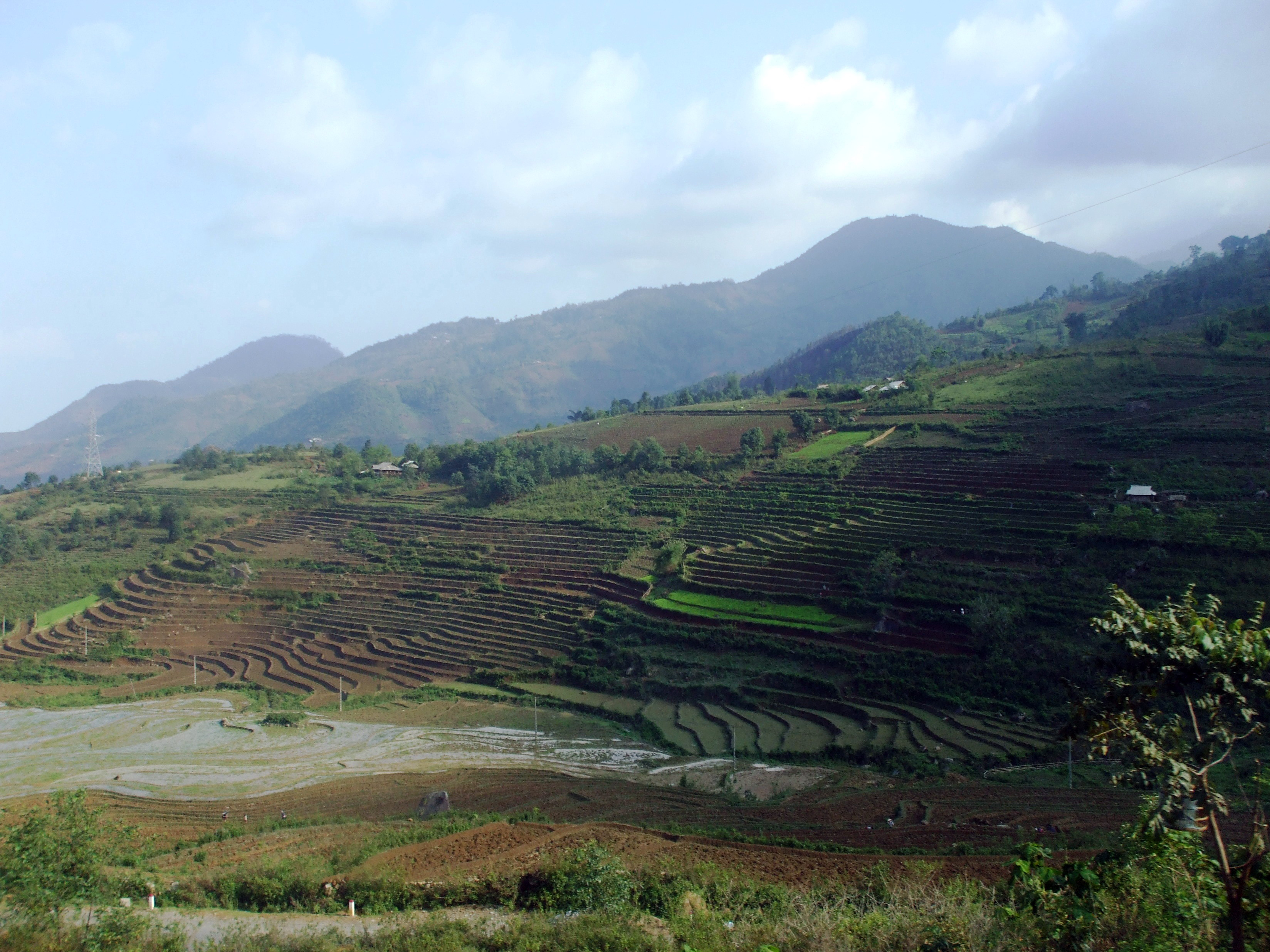
棚田

ムオンクオン県（ムオンクオンけん、ベトナム語：Huyện Mường Khương / 縣猛康?）は、ベトナム社会主義共和国ラオカイ省の県である。面積は554km²、人口は60,396人（2017年）である。

## 行政区画
1市鎮15社を管轄する。